# SV Ehrenfeld
Der SV Ehrenfeld (offiziell: Sportverein 1913 Ehrenfeld e. V.) war ein Sportverein aus dem Bochumer Stadtteil Ehrenfeld. Die erste Fußballmannschaft spielte ein Jahr in der höchsten westfälischen Amateurliga.

## Geschichte
Der Verein wurde im Jahre 1913 gegründet. In den 1920er Jahren spielten die Ehrenfelder in der zweithöchsten Spielklasse und verpassten 1931 den Sprung in die Erstklassigkeit nur um einen Punkt. Nach dem Ende des Zweiten Weltkriegs spielten die Ehrenfelder in der Bezirksklasse und sicherten sich 1947 die Vizemeisterschaft nach einem 2:1-Entscheidungsspielsieg gegen die SG Wattenscheid 09. In der anschließenden Aufstiegsrunde zur Landesliga scheiterte die Mannschaft jedoch am BV Brambauer und dem Hörder SC. 1951 wurden die Ehrenfelder erneut Vizemeister, dieses Mal hinter dem SV Langendreer 04.
Drei Jahre später wurden die Ehrenfelder Meister der Bezirksklasse und stiegen in die Landesliga auf, die seinerzeit die höchste Amateurliga Westfalens war. Als abgeschlagener Tabellenletzter ging es prompt zurück in die Bezirksklasse. Tiefpunkt der Saison war eine 0:9-Niederlage beim SSV Hagen. 1960 wurde die Mannschaft erneut Bezirksklassenvizemeister hinter Concordia Bochum. Ein Jahr später sicherten die Ehrenfelder den Klassenerhalt erst nach einem 3:0-Entscheidungsspielsieg über die Vereinigten Preußen Bochum.

## Nachfolgevereine

### SG Preußen Ehrenfeld
Im Jahre 1968 fusionierte der SV Ehrenfeld mit den Vereinigten Preußen Bochum zur SG Preußen Ehrenfeld 07/13. Die Vereinigten Preußen wurden im Jahre 1907 gegründet und spielten in den späten 1920er und frühen 1930er Jahren erstklassig. 1942 scheiterte die Mannschaft nur knapp am Aufstieg in die Gauliga Westfalen. In dieser traten die Preußen in der Saison 1943/44 in einer Kriegsspielgemeinschaft mit dem VfL Bochum an. Nach Kriegsende spielten die Vereinigten Preußen noch mehrere Jahre in der Bezirksklasse. Die SG Preußen pendelte zwischen 1. und 2. Kreisklasse bzw. Kreisliga A und B und brachte mit Hartmut Fromm und Hans-Jürgen Köper zwei spätere Bundesligaspieler hervor.

### SG Griesenbruch Ehrenfeld / CSG Westpark
Die SG Preußen wiederum fusionierte im Jahre 2001 mit dem TuS Griesenbruch zur SG Griesenbruch Ehrenfeld 07/51. Dieser benannte sich am 27. Mai 2018 in CSG Westpark um und leitete damit eine christliche Ausrichtung ein. Der TuS Griesenbruch brachte mit Werner Balte einen Bundesligaspieler hervor, während Hans-Dieter Schulten beim TuS Griesenbruch als Leichtathletiktrainer wirkte.
Da der CSG Westpark über keinen eigenen Sportplatz verfügte löste sich der Verein im Februar 2023 auf.